# Thomás Aquino
Thomás Aquino (Recife, 26 de abril de 1986) é um ator brasileiro. Ganhou notoriedade nacional e internacional pelo seu personagem Acácio (Pacote), no filme Bacurau (2019), e consolidou sua carreira com atuações premiadas em filmes como Curral (2020) e Todos os Mortos (2020), além de papéis marcantes em séries de televisão como DNA do Crime (2023) e Os Outros (2023).

## Biografia
Nascido e criado em Recife, Pernambuco, Thomás Aquino iniciou sua trajetória artística no teatro em 2006, aos 20 anos, com a peça O Grande Circo Místico. Após receber críticas iniciais desfavoráveis, decidiu aprimorar sua técnica ingressando em um curso de atuação. Antes de se firmar na carreira, exerceu diversas atividades, como malabarista de rua, Papai Noel em shopping centers e figurante.
Em 2007, integrou o Grupo Quadro de Cena, com o qual participou de montagens importantes como Nem Sempre Lila e Medo de Tudo, esta última de sua autoria. Sua dedicação ao teatro rendeu-lhe reconhecimento, como os prêmios de Melhor Ator no Bienal Nacional de Teatro Potiguar em 2010 e no Prêmio Janeiro de Grandes Espetáculos em 2011, ambos pela peça Cordel do Amor Sem Fim.
Buscando maiores oportunidades e um cenário cultural com mais investimento, especialmente no teatro, Thomás Aquino mudou-se para São Paulo. Sua estreia no cinema ocorreu com uma participação em Tatuagem (2013), de Hilton Lacerda, seguido por um papel em Praia do Futuro (2014), de Karim Aïnouz. Durante as filmagens de Praia do Futuro, Aquino passou por um grande susto ao ser arrastado por uma onda em alto-mar, precisando ser resgatado pela equipe de produção, uma experiência que ele relatou no programa Que História É Essa, Porchat?.
A notoriedade nacional e internacional veio com o papel de Acácio (Pacote) em Bacurau (2019), de Kleber Mendonça Filho e Juliano Dornelles, filme aclamado no Festival de Cannes. A partir daí, sua carreira cinematográfica despontou com atuações em Todos os Mortos (2020), de Caetano Gotardo e Marco Dutra, que lhe rendeu o prêmio de Melhor Ator Coadjuvante no Festival de Cinema de Gramado, e o protagonismo em Curral (2021), pelo qual recebeu prêmios de Melhor Ator no Festival de Cine Ibero-americano de Huelva e no Inffinito Brazilian Film Festival.
Na televisão, destacou-se em séries como 3%, O Doutrinador, Boca a Boca, Manhãs de Setembro, Os Outros e DNA do Crime.

## Teatro
| Ano                   | Título                     | Personagem                                                               | Direção                                        | Notas |
| --------------------- | -------------------------- | ------------------------------------------------------------------------ | ---------------------------------------------- | --- |
| 2006                  | O Grande Circo Místico     | Ludwig                                                                   | Nina Wicks (ou Ficks)                          | Peça de estreia. Uma crítica da época mencionou: "Ludwig, brilhantemente interpretado por Thomás Aquino".                   |
| Anos 2000/2010        | Nem Sempre Lila            | N/D                                                                      | N/D (Criação coletiva do Grupo Quadro de Cena) | Com o Grupo Quadro de Cena. Thomás Aquino recebeu o Prêmio Apacepe de Teatro e Dança 2012 de Melhor Ator por este trabalho. |
| Anos 2000/2010        | Medo de Tudo               | N/D                                                                      | N/D                                            | De sua autoria, com o Grupo Quadro de Cena. (Mais detalhes como ano específico e direção não foram encontrados na pesquisa) |
| Historinhas de Dentro | N/D (Grupo Quadro de Cena) | Com o Grupo Quadro de Cena. Possivelmente interpretou o personagem José. |                                                | |
| 2009                  | Cordel do Amor Sem Fim     | José                                                                     | N/D                                            | Venceu prêmios de Melhor Ator no Bienal Nacional de Teatro Potiguar (2010) e Prêmio Janeiro de Grandes Espetáculos (2011)   |
| 2013                  | Processo de Tudo           | N/D                                                                      | N/D                                            | Solo baseado na obra de Nelson Rodrigues. (Mais detalhes não foram encontrados na pesquisa.)                                |
| 2014                  | Gonzagão - A Lenda         | N/D                                                                      | João Falcão                                    | Musical |
| 2014                  | Ópera do Malandro          | N/D                                                                      | João Falcão                                    | Musical |
| 2014                  | Medo de Tudo               | N/D                                                                      | N/D                                            | Nova montagem ou temporada da peça de sua autoria. (Originalmente listado em 2007/2008 com o Grupo Quadro de Cena)          |
| 2016                  | Gabriela - O Musical       | N/D                                                                      | João Falcão                                    | Musical |

## Filmografia

### Televisão
| Ano       | Título                  | Personagem                    | Notas                           | Emissora/Plataforma |
| --------- | ----------------------- | ----------------------------- | ------------------------------- | ------------------- |
| 2017      | Treze Dias Longe do Sol | Reinaldo                      | Episódio: "Falha Estrutural"    | TV Globo            |
| 2018      | 3%                      | Renan                         | Episódios: "Névoa" e "Estática" | Netflix             |
| 2019      | O Doutrinador           | Beto                          |                                 | Space               |
| 2020      | Boca a Boca             | Maurílio                      |                                 | Netflix             |
| 2021      | Insânia                 | Jerônimo                      |                                 | Star+               |
| 2021–2022 | Manhãs de Setembro      | Ivaldo Gonzaga                |                                 | Amazon Prime Video  |
| 2023–2026 | Os Outros               | Amâncio Costa Gonçalves       |                                 | Globoplay           |
| 2023–2025 | DNA do Crime            | Wellington Pereira (Sem Alma) |                                 | Netflix             |
| 2024      | Vidas Bandidas          | Raimundo Santana              |                                 | Disney+             |
| 2025      | Vale Tudo               | Mário Sérgio Paranhos         |                                 | TV Globo            |
| 2025      | Guerreiros do Sol       | Josué Alencar                 |                                 | Globoplay           |
| 2026      | Coração Acelerado       | Roney Soares                  |                                 | TV Globo            |

### Cinema
| Ano  | Título             | Personagem      | Direção                                  | Notas |
| ---- | ------------------ | --------------- | ---------------------------------------- | --- |
| 2013 | Tatuagem           | Traficante      | Hilton Lacerda                           | |
| 2013 | Cine Holliúdy      | 6 Volts         | Halder Gomes                             | |
| 2014 | Urbanos            | Cadu            | Alessandra Nilo                          | Curta-metragem |
| 2014 | Praia do Futuro    | Jefferson       | Karim Aïnouz                             | Durante as filmagens, Aquino viveu um incidente em alto-mar que relatou publicamente.                                                    |
| 2019 | Bacurau            | Pacote / Acácio | Kleber Mendonça Filho, Juliano Dornelles | Filme que lhe trouxe notoriedade internacional. Críticas destacaram o impacto do personagem no contexto da narrativa coletiva da cidade. |
| 2020 | Noite Quente       | Lobisomem       | Scheibe Paliari                          | Curta-metragem |
| 2020 | Todos os Mortos    | Eduardo         | Caetano Gotardo, Marco Dutra             | Venceu o prêmio de Melhor Ator Coadjuvante no Festival de Cinema de Gramado.                                                             |
| 2021 | Deserto Particular | Fernando        | Aly Muritiba                             | |
| 2021 | Curral             | Chico Caixa     | Marcelo Brennand                         | Venceu prêmios de Melhor Ator no Festival de Cine Ibero-americano de Huelva e Inffinito Brazilian Film Festival.                         |
| 2022 | Serial Kelly       | Lindolhar       | René Guerra                              | |
| 2022 | As Verdades        | Cícero          | José Eduardo Belmonte                    | |
| 2023 | Paterno            | Cláudio         | Marcelo Lordello                         | |
| 2023 | Pedágio            | Arauto          | Carolina Markowicz                       | |
| 2025 | O Agente Secreto   | Arlindo         | Kleber Mendonça Filho                    | |

## Prêmios e indicações
| Ano  | Associação                                 | Categoria                                     | Nomeação               | Resultado    | Ref.          |
| ---- | ------------------------------------------ | --------------------------------------------- | ---------------------- | ------------ | ------------- |
| 2010 | Bienal Nacional de Teatro Potiguar         | Melhor Ator                                   | Cordel do Amor Sem Fim | Venceu       | [ 4 ]         |
| 2011 | Prêmio Janeiro de Grandes Espetáculos      | Melhor Ator                                   | Cordel do Amor Sem Fim | Venceu       | [ 4 ]         |
| 2012 | Prêmio Apacepe de Teatro e Dança           | Melhor Ator                                   | Nem Sempre Lila        | Venceu       | [ 10 ] [ 11 ] |
| 2020 | Festival de Cine Ibero-americano de Huelva | Melhor Ator (Colón de Prata)                  | Curral                 | Venceu       | [ 29 ] [ 8 ]  |
| 2020 | Festival de Cinema de Gramado              | Melhor Ator Coadjuvante (Kikito)              | Todos os Mortos        | Venceu       | [ 6 ]         |
| 2021 | Prêmio Guarani de Cinema Brasileiro        | Melhor Ator Coadjuvante                       | Todos os Mortos        | Indicado     | [ 30 ]        |
| 2021 | Prêmio Contigo! de TV                      | Melhor Ator de Série ou Minissérie            | Manhãs de Setembro     | Indicado     | [ 31 ]        |
| 2021 | Inffinito Brazilian Film Festival          | Melhor Ator                                   | Curral                 | Venceu       | [ 7 ]         |
| 2022 | Festival Sesc Melhores Filmes              | Melhor Ator Nacional                          | Curral                 | Indicado     | [ 32 ]        |
| 2022 | Festival Sesc Melhores Filmes              | Melhor Ator Nacional                          | Deserto Particular     | Indicado     | [ 32 ]        |
| 2022 | Prêmio Guarani de Cinema Brasileiro        | Melhor Ator Coadjuvante                       | Deserto Particular     | Venceu       | [ 33 ]        |
| 2023 | Prêmios CinEuphoria                        | Melhor Ator Coadjuvante (competição nacional) | Deserto Particular     | Indicado     | [ 34 ]        |
| 2023 | Prêmios CinEuphoria                        | Melhor Elenco (competição nacional)           | Deserto Particular     | Indicado     | [ 34 ]        |
| 2023 | Prêmio Potências                           | Ator do Ano                                   | Os Outros              | Indicado     | [ 35 ]        |
| 2023 | Prêmio APCA de Televisão                   | Melhor Ator                                   | Indicado               | [ 36 ]       |               |
| 2023 | Prêmio APCA de Televisão                   | Melhor Ator                                   | Indicado               | DNA do Crime |               |
| 2024 | BreakTudo Awards                           | Melhor Ator Nacional do Ano                   | Pendente               | [ 37 ]       |               |
| 2024 | Prêmio Noticiasdetv.com                    | Melhor Ator Antagonista ou Vilão              | Indicado               | [ 38 ]       |               |
| 2024 | Prêmio Noticiasdetv.com                    | Melhor Ator Antagonista ou Vilão              | Vidas Bandidas         | Indicado     |               |